# Emil Nielsen
Lasse Emil Nielsen (8 novembre 1993) è un calciatore danese, attaccante del Roskilde.

## Carriera

### Club
Nielsen ha cominciato la carriera con la maglia del Roskilde. Il 7 luglio 2014, i norvegesi del Rosenborg hanno reso noto l'ingaggio di Nielsen, che si sarebbe legato al club con un contratto quadriennale, valido dal 1º gennaio 2015.
Ha esordito in Eliteserien il 6 aprile 2015, subentrando a Pål André Helland nella vittoria casalinga per 5-0 sull'Aalesund. Il 22 aprile seguente ha trovato la prima rete con questa casacca, nel successo per 0-3 arrivato sul campo del Vuku, sfida valida per il primo turno del Norgesmesterskapet. Il 9 luglio ha debuttato nelle competizioni europee per club, schierato titolare nel pareggio per 0-0 contro il Víkingur Gøta, incontro valido per il primo turno di qualificazione all'Europa League 2015-2016.
Il 31 agosto 2015, Nielsen è passato all'Aarhus con la formula del prestito. Ha giocato la prima partita in Superligaen l'11 marzo 2016, subentrando a Stephan Petersen nella sconfitta per 2-1 arrivata sul campo dell'Esbjerg: è stato lui a siglare la rete in favore dell'Aarhus.
Il 17 agosto 2016 è tornato al Roskilde a titolo definitivo, firmando un contratto biennale: ha scelto di vestire la maglia numero 18.
Il 27 giugno 2019 è stato reso noto il suo trasferimento al Lyngby, a cui si è legato con un contratto triennale.

### Nazionale
Ha rappresentato la Danimarca a livello Under-19.

## Statistiche

### Presenze e reti nei club
Statistiche aggiornate al 30 marzo 2020.
| Stagione        | Club            | Campionato      | Campionato | Campionato | Coppe nazionali | Coppe nazionali | Coppe nazionali | Coppe continentali | Coppe continentali | Coppe continentali | Supercoppe | Supercoppe | Supercoppe | Totale | Totale |
| Stagione        | Club            | Comp            | Pres       | Reti       | Comp            | Pres            | Reti            | Comp               | Pres               | Reti               | Comp       | Pres       | Reti       | Pres   | Reti   |
| --------------- | --------------- | --------------- | ---------- | ---------- | --------------- | --------------- | --------------- | ------------------ | ------------------ | ------------------ | ---------- | ---------- | ---------- | ------ | ------ |
| 2010-2011       | Roskilde        | 1D              | ?          | ?          | CD              | ?               | ?               | -                  | -                  | -                  | -          | -          | -          | ?      | ?      |
| 2011-2012       | Roskilde        | 1D              | ?          | ?          | CD              | ?               | ?               | -                  | -                  | -                  | -          | -          | -          | ?      | ?      |
| 2012-2013       | Roskilde        | 2D              | ?          | ?          | CD              | ?               | ?               | -                  | -                  | -                  | -          | -          | -          | ?      | ?      |
| 2013-2014       | Roskilde        | 2D              | ?          | ?          | CD              | ?               | ?               | -                  | -                  | -                  | -          | -          | -          | ?      | ?      |
| 2014-gen. 2015  | Roskilde        | 1D              | ?          | ?          | CD              | ?               | ?               | -                  | -                  | -                  | -          | -          | -          | ?      | ?      |
| gen.-ago. 2015  | Rosenborg       | ES              | 5          | 0          | CN              | 4               | 3               | UEL                | 2                  | 0                  | -          | -          | -          | 11     | 3      |
| ago. 2015-2016  | Aarhus          | SL              | 4          | 1          | CD              | 0               | 0               | -                  | -                  | -                  | -          | -          | -          | 4      | 1      |
| 2016-2017       | Roskilde        | 1D              | 25         | 4          | CD              | 1               | 0               | -                  | -                  | -                  | -          | -          | -          | 26     | 4      |
| 2017-2018       | Roskilde        | 1D              | 17         | 5          | CD              | 0               | 0               | -                  | -                  | -                  | -          | -          | -          | 17     | 5      |
| 2018-2019       | Roskilde        | 1D              | 29         | 20         | CD              | 3               | 5               | -                  | -                  | -                  | -          | -          | -          | 32     | 25     |
| Totale Roskilde | Totale Roskilde | Totale Roskilde | 71+        | 29+        |                 | 4+              | 5+              |                    | -                  | -                  |            | -          | -          | 75+    | 34+    |
| 2019-2020       | Lyngby          | SL              | 21         | 1          | CD              | 0               | 0               | -                  | -                  | -                  | -          | -          | -          | 21     | 1      |
| Totale          | Totale          | Totale          | 101+       | 31+        |                 | 8+              | 8+              |                    | 2                  | 0                  |            | -          | -          | 111+   | 39+    |